# Mimela rufoprasina
Mimela rufoprasina är en skalbaggsart som beskrevs av Ohaus 1902. Mimela rufoprasina ingår i släktet Mimela och familjen Rutelidae. Inga underarter finns listade i Catalogue of Life.